# Hedysarum sulphurescens
Hedysarum sulphurescens är en ärtväxtart som beskrevs av Per Axel Rydberg. Hedysarum sulphurescens ingår i släktet buskväpplingar, och familjen ärtväxter. Inga underarter finns listade i Catalogue of Life.

## Bildgalleri

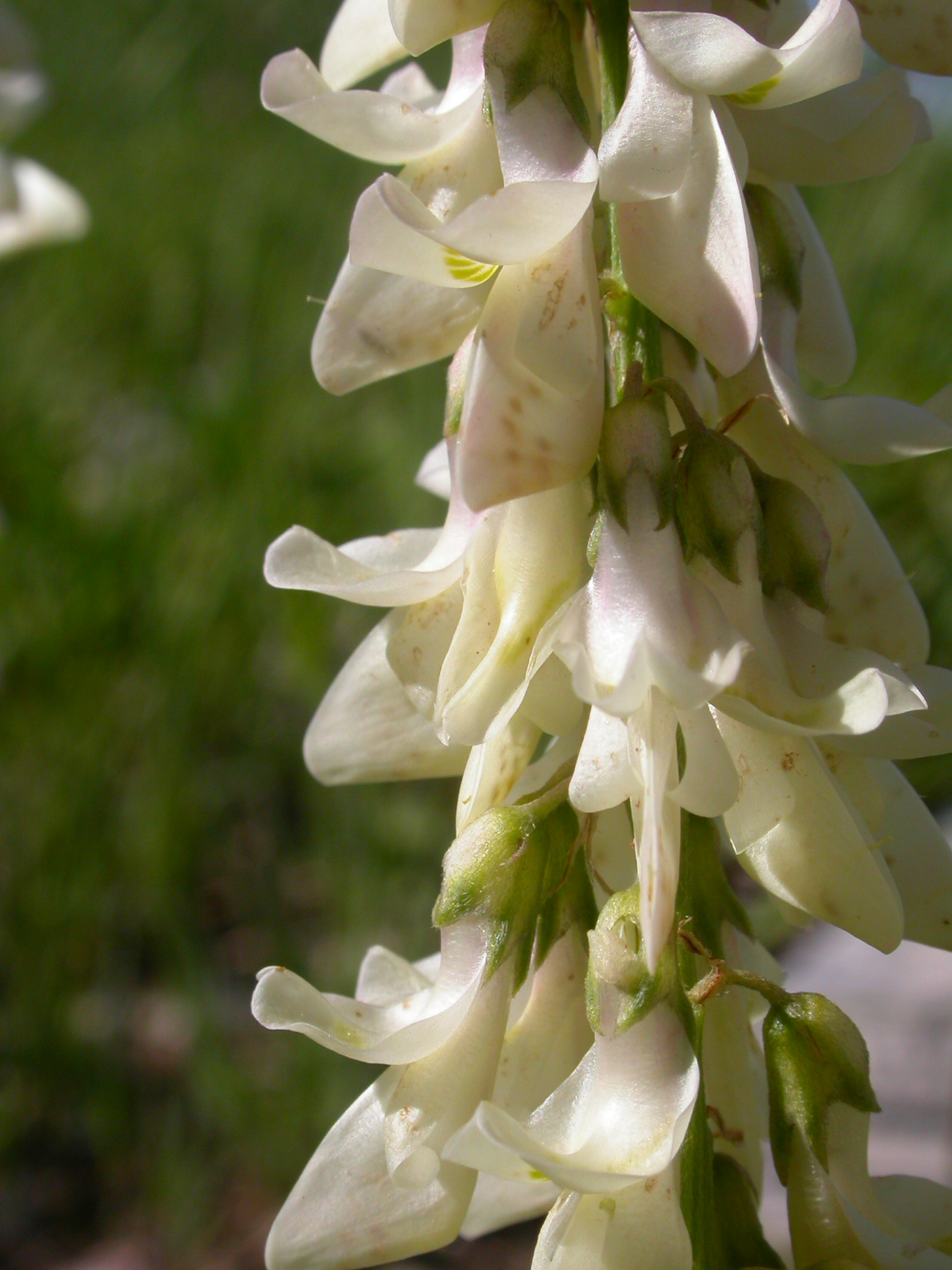
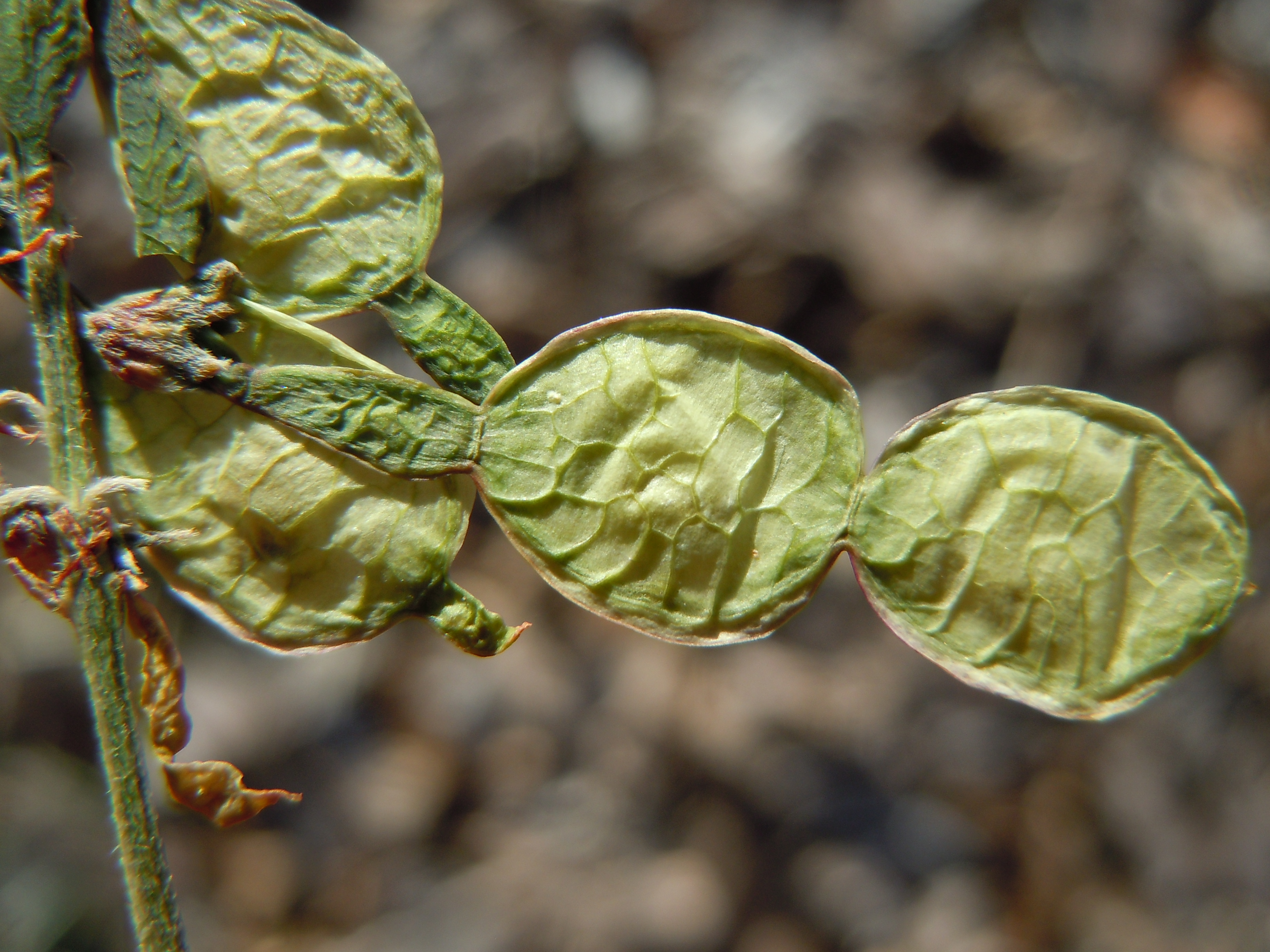